# Kasztrióta György Nemzeti Múzeum
A Kasztrióta György Nemzeti Múzeum (albán Muzeu Kombëtar „Gjergj Kastrioti Skënderbeu”) 1982 óta működő, állami fenntartású közművelődési intézmény az albániai Kruja fellegvárában. A múzeum elsősorban a névadó albán fejedelem, Kasztrióta György személyének, 1443 és 1468 közötti függetlenségi törekvéseinek állít emléket, de tárlatain keresztül Albánia történelmének ókori és középkori vonatkozásait is felvillantja.

## Története
Az albán fejedelem egykori „sasfészke”, a krujai fellegvár nemzeti emlékhellyé alakításának gondolata a második világháborút követő években fogant meg, s 1949-ben a vár területén felavatták a nemzeti hős Albánia-szerte első egész alakos lovas szobrát (később a város főterére helyezték át). Az 1960-as évek végétől maga Enver Hoxha is nagy fontosságot tulajdonított egy krujai múzeum létrehozásának. A Középülettervező Intézet (Instituti i Projektimit të Veprave) a várnegyeden belül jelölte ki a leendő múzeum helyét, amelynek a tervkiírás szerint egy korabeli várkastély építészeti sajátosságait kellett magán hordoznia. Az épületet a kommunista diktátor építész leánya, Pranvera Hoxha, annak férje, Klement Kolaneci, valamint Pirro Vaso tervezte. A környéken fejtett kőből, dibrai és jorgucati vörös márványból 2 millió lekes költségvetéssel felépült múzeum ünnepélyes megnyitására 1982. november 1-jén került sor.
A múzeum a 2010-es évekre az albániai turizmus egyik kiemelt jelentőségű közművelődési intézménye lett, amely nyaranta 50 ezer látogatót vonz.

## Kiállításai
A tágas bejárati csarnokban Janaq Paço és Shaban Hadëri monumentális reliefje fogadja a látogatót, amely Szkander béget ábrázolja harcostársai körében. A történelmi freskókkal díszített földszinti termek az illír kulturális örökséget, valamint a középkori albán fejedelemségek múltjának emlékeit sorakoztatják fel. A központi terem mutatja be a Szkander bég vezette 15. századi függetlenségi harcot térképek és magyarázószövegek segítségével. A helyiség Naxhi Bakalli freskójával díszített apszisában Szkander bég szablyájának és sisakjának másolatait helyezték el, amelyek eredetijeit a bécsi Hofburgban őrzik.
Az első emeleten a korabeli albán várak (rodoni, petrelai vár stb.) makettjei és korabeli diplomáciai dokumentumok másolatai, valamint a Szkander bég 1468-ban bekövetkezett halálát követő évtizedek történelmi emlékei láthatóak. Az emeleti részeken helyezték el Szkander bég kortársainak mellszobrait, a hősről készült festményeket, valamint könyvtárszobájának rekonstrukcióját, amely egyúttal a róla szóló nemzetközi kiadványok és bélyegek gyűjteményét is bemutatja. A múzeumban egyebek mellett helyet kapott Szkander bég fegyvertársa, Hunyadi János nagyméretű portréja is.
Gyakran éri kritika a múzeumot azért, hogy a bemutatott tárgyi anyag nagy része másolat, s nem eredeti korabeli tárgyakat, hanem inkább a kései évszázadok Szkander bég kultuszának emlékeit mutatják be a látogatóknak.